# Lectura resistent
La lectura resistent, exemplificada per la figura de la Lectora resistent és un concepte formulat per Judith Fetterley a The Resisting Reader: A Feminist Approach to American Fiction (1978), on argumentava que tradicionalment en la literatura s'havia imposat a les dones el punt de vista i el sistema de valors dels homes, sovint misògins, en contra de la seva pròpia subjectivitat en la interpretació dels textos. Inspirada en Elaine Showalter (1971), Fetterley proposa un «empoderament lector» a partir de desemmascarar, a través dels diferents codis narratius, la ideologia androcèntrica i patriarcal subjacent als textos, als paradigmes de lectura i al cànon literari clàssic.